# 2019 dans la traduction
Cet article présente les faits marquants de l'année 2019 dans la traduction.

## Décès

### Janvier
- 27 janvier : Emmanuel Hocquard, Poète et traducteur français.

### Mars
- 15 mars : William S. Merwin, Écrivain, poète et traducteur américain.
- 16 mars : Grozdana Olujić, écrivaine et traductrice serbe.

### Mai
- 29 mai : Jiří Stránský, Écrivain, traducteur et dramaturge tchécoslovaque puis tchèque.

### Juin
- 22 juin : Leevi Lehto, Écrivain, poète, traducteur et éditeur finlandais.

### Juillet
- 13 juillet : Victor Sosnora, Poète, nouvelliste, écrivain, dramaturge, traducteur, artiste et prosateur soviétique puis russe.
- 24 juillet : Claes Andersson, Homme politique, psychiatre, pianiste, musicien de jazz, traducteur et poète finlandais.

### Août
- 28 août : Maria-Cristina Coste-Rixte, Traductrice française.

### Septembre
- 2 septembre : Valeria Porokhova, Traductrice russe.
- 15 septembre : Eva Haldimann, Traductrice et critique littéraire suisse.

### Octobre
- 24 octobre : Patricia de Souza, Écrivaine, traductrice et professeure péruvienne.